# Takabalu
Takabalu ist eine osttimoresische Siedlung im Suco Fahisoi (Verwaltungsamt Remexio, Gemeinde Aileu).

## Geographie
Die Siedlung (Bairo) Takabalu liegt im Westen der Aldeia Bereliurai, auf einem Bergrücken. Da es sich nicht um eine geschlossene Siedlung handelt, sondern sich die Gebäude in größerem Abstand zueinander um das Ortszentrum verteilen, gibt es innerhalb des kleinen Dorfes Höhenunterschiede von bis zu 100 m. Von Takabalu aus zweigt vom West nach Ost verlaufenden Bergrücken eine kleine Anhöhe nach Nordosten ab. Das entstehende Tal umrundet die Anhöhe und trifft im Norden auf das dort verlaufende Tal des Flusses Bauduen. Er und auch der Fluss im Tal im Süden sind Teil des Systems des Nördlichen Laclós. Eine Straße durchquert Takabalu, die es im Osten mit den Nachbarorten Manu Uma und Bereliurai und den Dörfern Sifai und Betulalan im Norden des Sucos Fadabloco verbindet und im Westen nach Dirohati führt, wo die Überlandstraße zwischen der Landeshauptstadt Dili im Norden und Namolesso im Süden verläuft.